# 第69回安田記念
第69回安田記念は、2019年6月2日に東京競馬場で施行された競馬の競走である。インディチャンプが優勝した。

## レース施行前の状況

### 馬場状態
2019年5月31日正午の時点での芝コースの状態は、第3コーナーから第4コーナーの内柵沿いに傷みが出始めたものの、全体的に大きな傷みは無く概ね良好な状態であった。Cコースを使用し、芝の草丈は野芝約10から12cm、洋芝約14から18cmに整備され、含水率は8時半の時点で、ゴール前12.9%、第4コーナー13.0%となっていた。

### 出走馬
本競走最大の焦点は、アーモンドアイとダノンプレミアムの両4歳馬の直接対決であった。前年に牝馬三冠、第38回ジャパンカップを制した年度代表馬のアーモンドアイは、始動戦のドバイターフを優勝した後凱旋門賞への遠征プランを取りやめ、4歳春の集大成にジャパンカップと同じ東京コースの安田記念を選んだ。2歳王者のダノンプレミアムは、朝日杯フューチュリティステークス以外のGIタイトルには手が届かないまま長期休養に入ったが、休み明けに金鯱賞・マイラーズカップとGIIを連勝し勢いに乗っての参戦。単勝オッズでもこの2頭が1.7倍、3.2倍と抜けた人気に落ち着いた。
尤も3番人気以下にも実力馬が揃い、安田記念連覇を狙うモズアスコットや安田記念と同コースのGI（NHKマイルカップ1着・ヴィクトリアマイル5着）で実績のあるアエロリット、前年のマイルチャンピオンシップ1・2着馬ステルヴィオとペルシアンナイトにケイアイノーテックを加えた7頭のGI勝利馬が名を連ねた。またその他の出走馬では、サングレーザーや冬の上がり馬インディチャンプなどが人気を集めた。

## 出走馬と枠順
2019年6月2日 第3回東京競馬第2日目 第11競走
天気：曇、馬場状態：良、発走時刻：15時40分
| 枠番 | 馬番 | 競走馬名           | 性齢 | 斤量 | 騎手       | 調教師     | オッズ（人気） |
| ---- | ---- | ------------------ | ---- | ---- | ---------- | ---------- | -------------- |
| 1    | 1    | ケイアイノーテック | 牡4  | 58   | 幸英明     | 平田修     | 64.5（10人）   |
| 1    | 2    | アエロリット       | 牝5  | 56   | 戸崎圭太   | 菊沢隆徳   | 12.5（3人）    |
| 2    | 3    | サクラアンプルール | 牡8  | 58   | 横山典弘   | 金成貢史   | 203.5（15人）  |
| 2    | 4    | サングレーザー     | 牡5  | 58   | 岩田康誠   | 浅見秀一   | 26.9（6人）    |
| 3    | 5    | インディチャンプ   | 牡4  | 58   | 福永祐一   | 音無秀孝   | 19.2（4人）    |
| 3    | 6    | グァンチャーレ     | 牡7  | 58   | 松岡正海   | 北出成人   | 103.3（13人）  |
| 4    | 7    | モズアスコット     | 牡5  | 58   | 坂井瑠星   | 矢作芳人   | 35.4（7人）    |
| 4    | 8    | ステルヴィオ       | 牡4  | 58   | D.レーン   | 木村哲也   | 21.4（5人）    |
| 5    | 9    | スマートオーディン | 牡6  | 58   | 池添謙一   | 池江泰寿   | 73.7（12人）   |
| 5    | 10   | フィアーノロマーノ | 牡5  | 58   | 北村友一   | 高野友和   | 39.3（9人）    |
| 6    | 11   | エントシャイデン   | 牡4  | 58   | 田辺裕信   | 矢作芳人   | 178.9（14人）  |
| 6    | 12   | ロードクエスト     | 牡6  | 58   | 石川裕紀人 | 小島茂之   | 278.7（16人）  |
| 7    | 13   | ぺルシアンナイト   | 牡5  | 58   | M.デムーロ | 池江泰寿   | 36.2（8人）    |
| 7    | 14   | アーモンドアイ     | 牝4  | 56   | C.ルメール | 国枝栄     | 1.7（1人）     |
| 8    | 15   | ダノンプレミアム   | 牡4  | 58   | 川田将雅   | 中内田充正 | 3.2（2人）     |
| 8    | 16   | ロジクライ         | 牡6  | 58   | 武豊       | 須貝尚介   | 70.5（11人）   |

## パドック

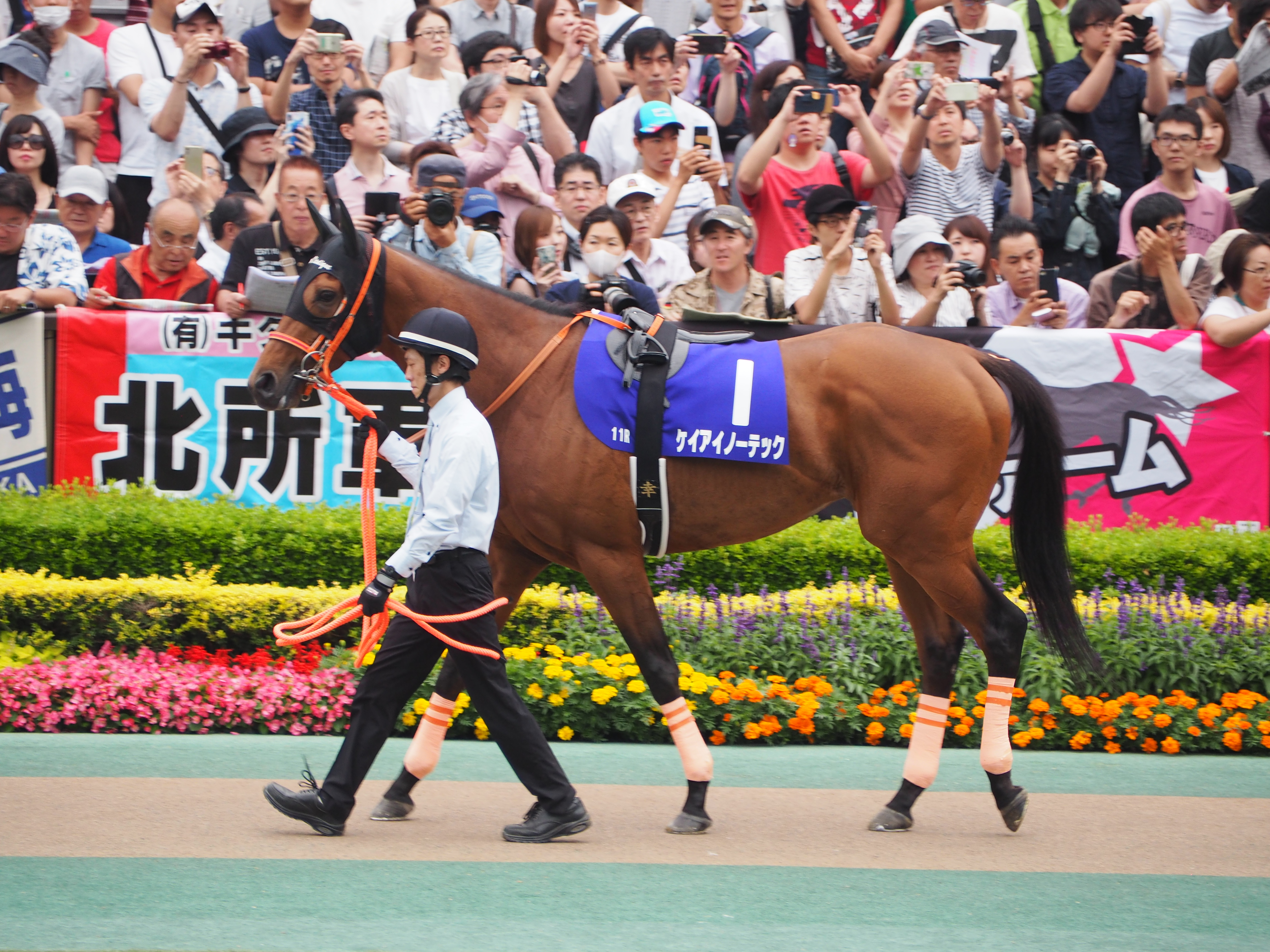
1　ケイアイノーテック
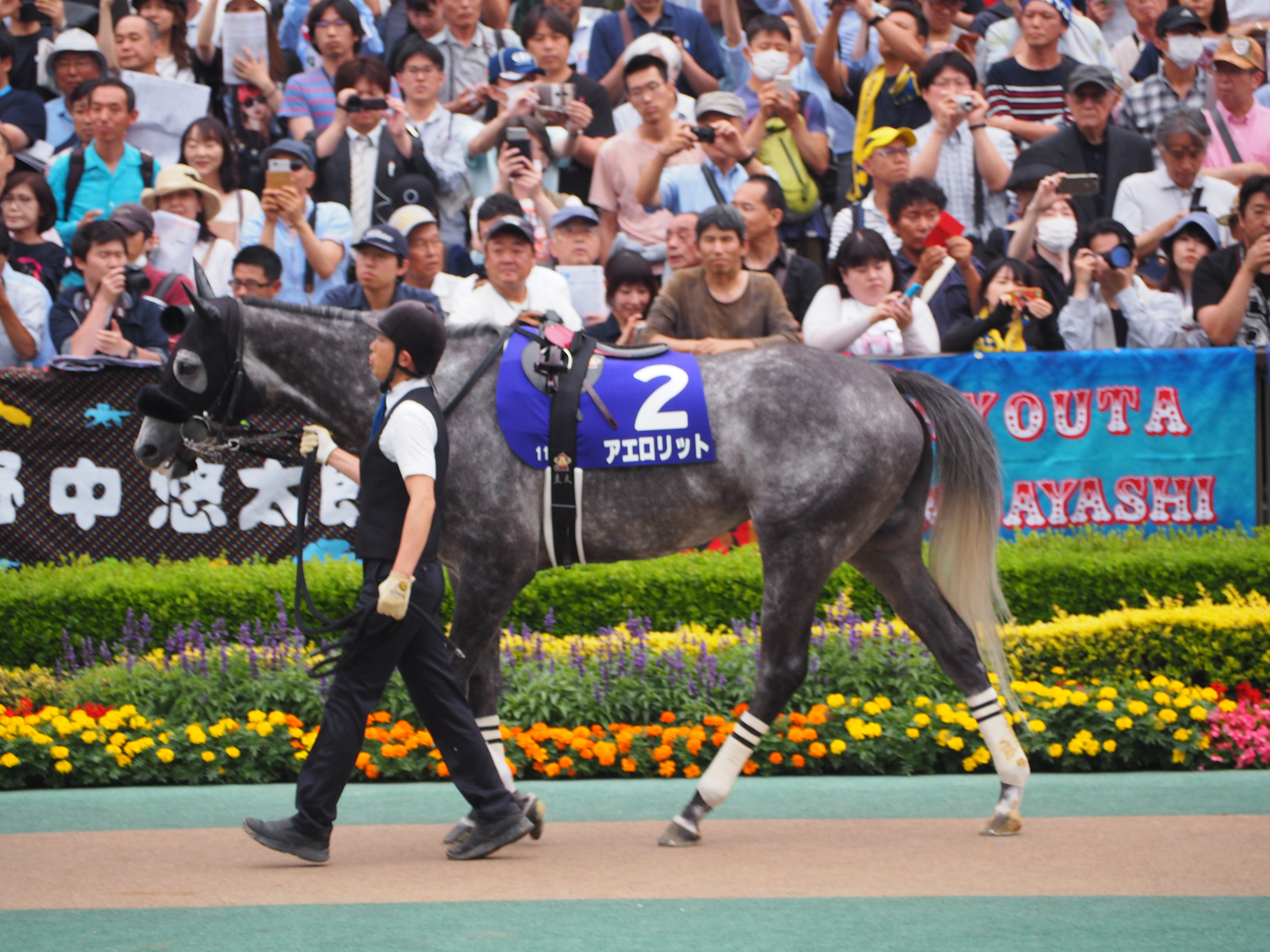
2　アエロリット
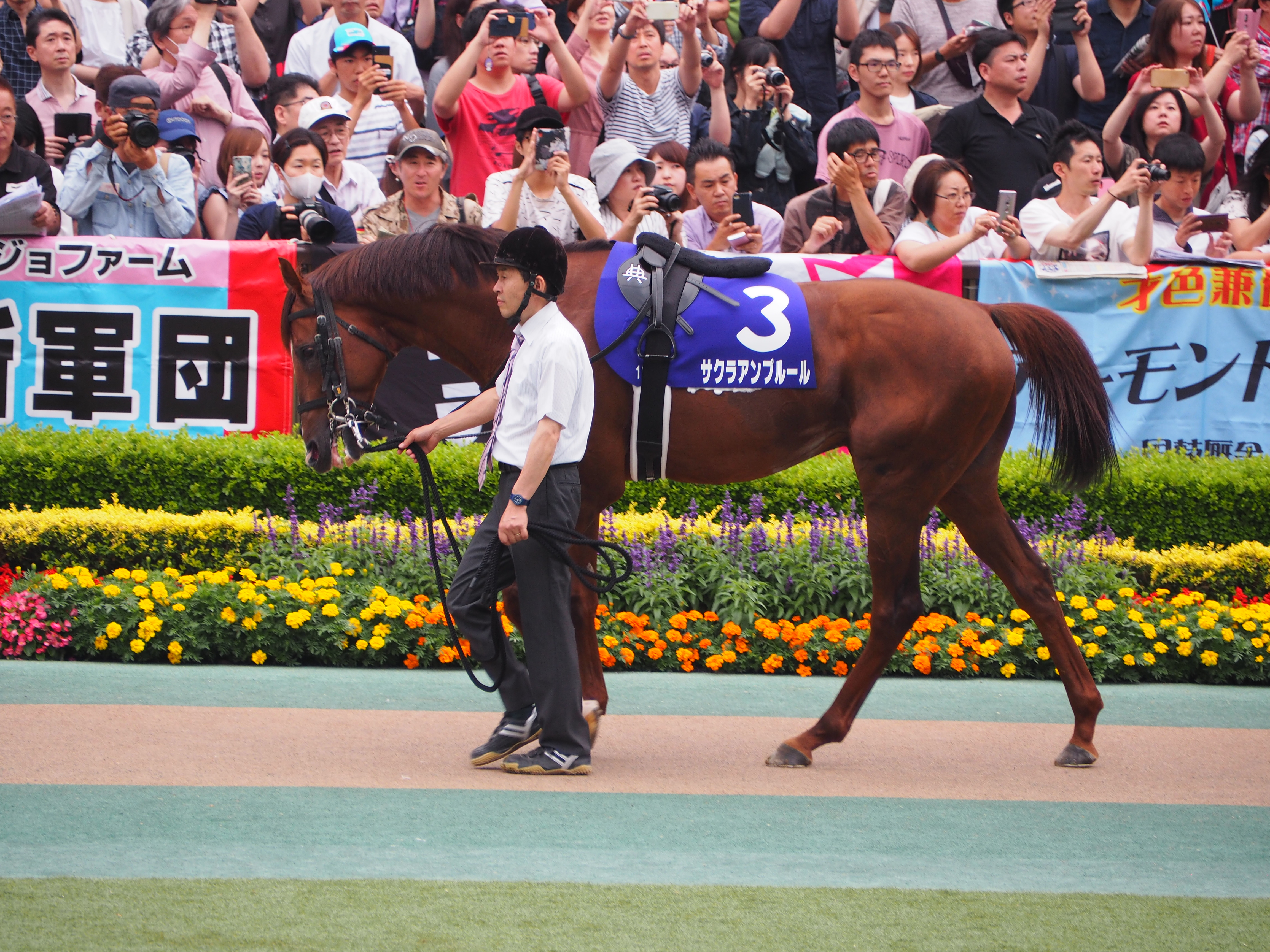
3　サクラアンプルール
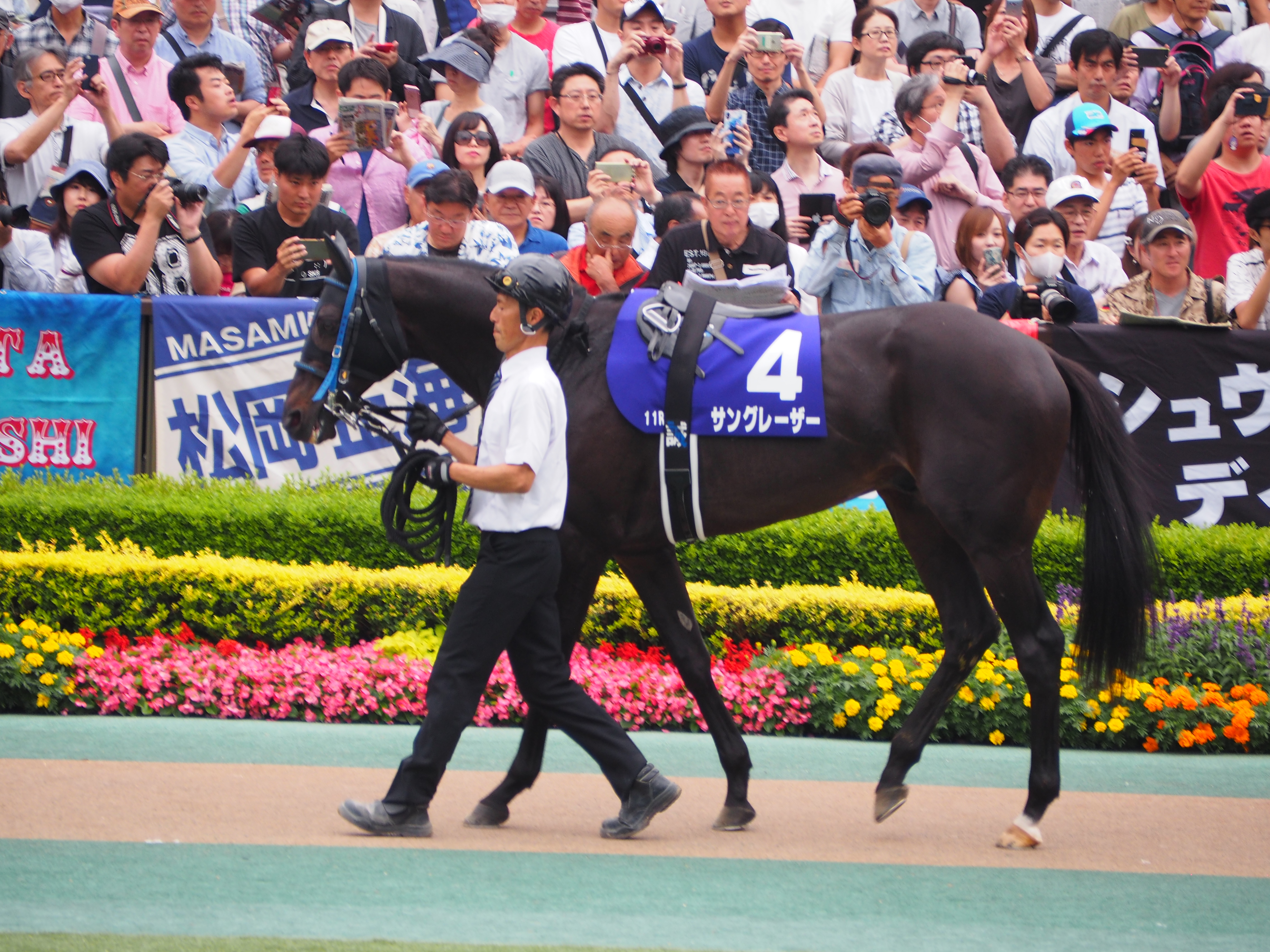
4　サングレーザー
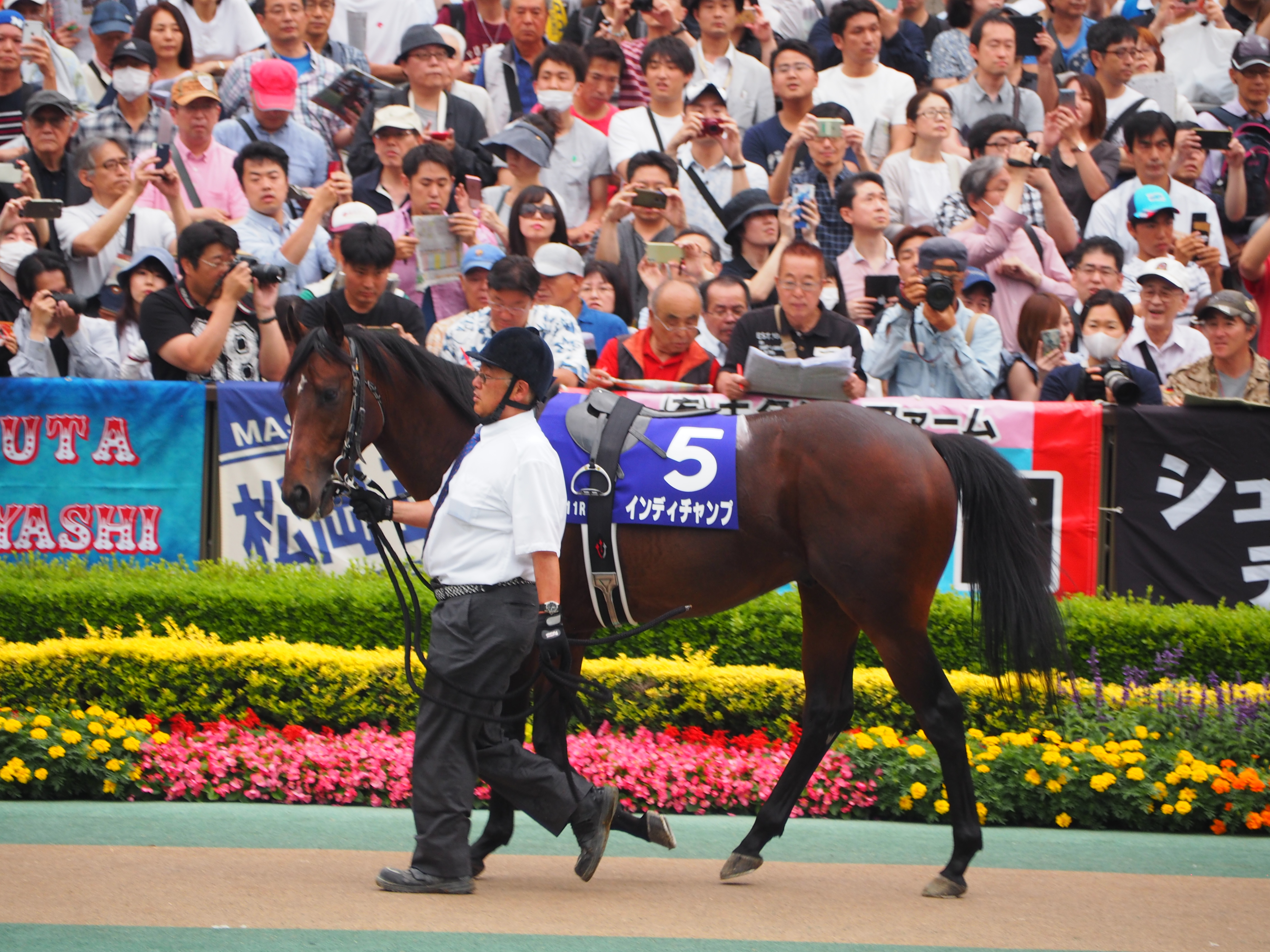
5　インディチャンプ
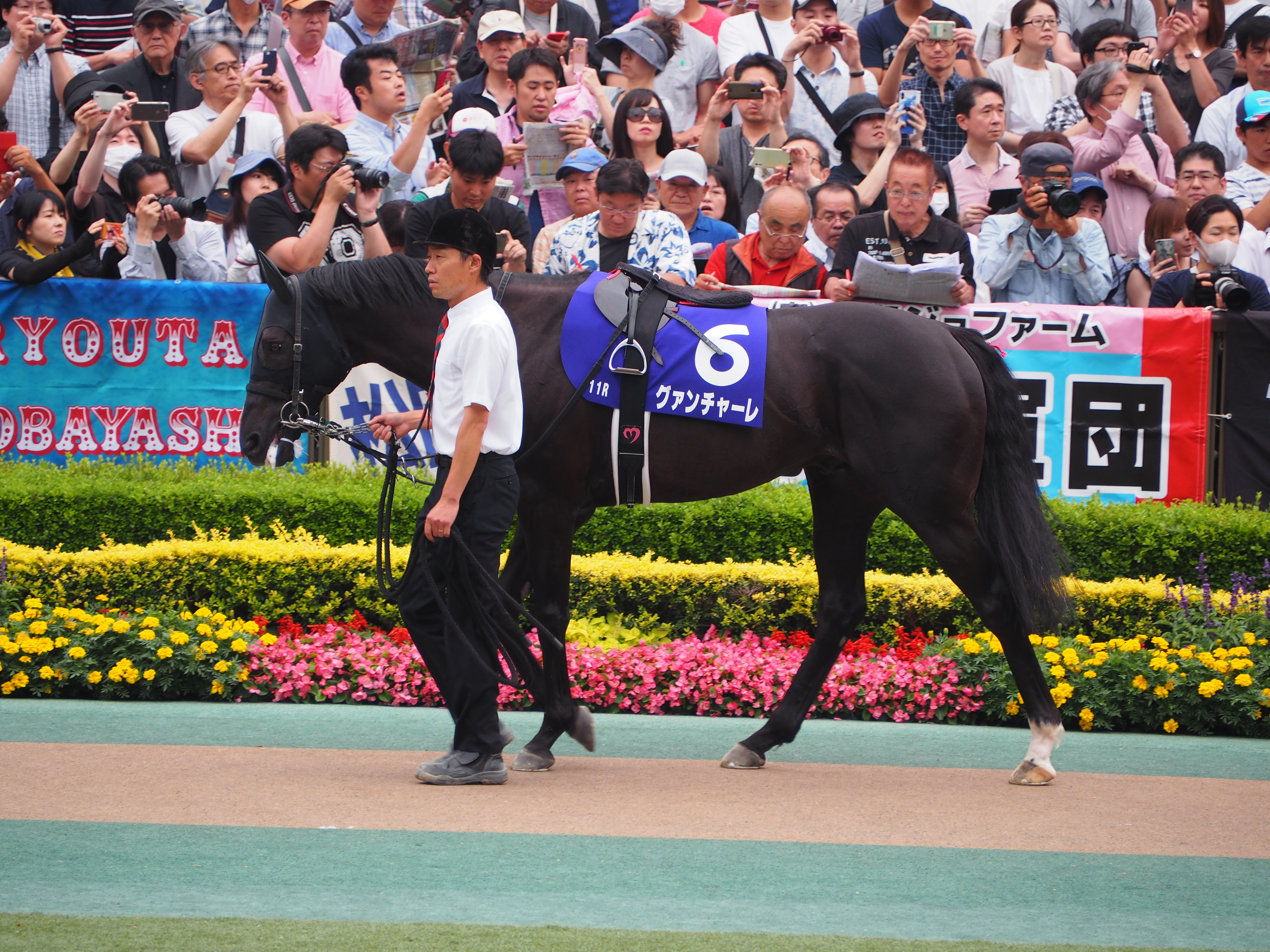
6　グァンチャーレ
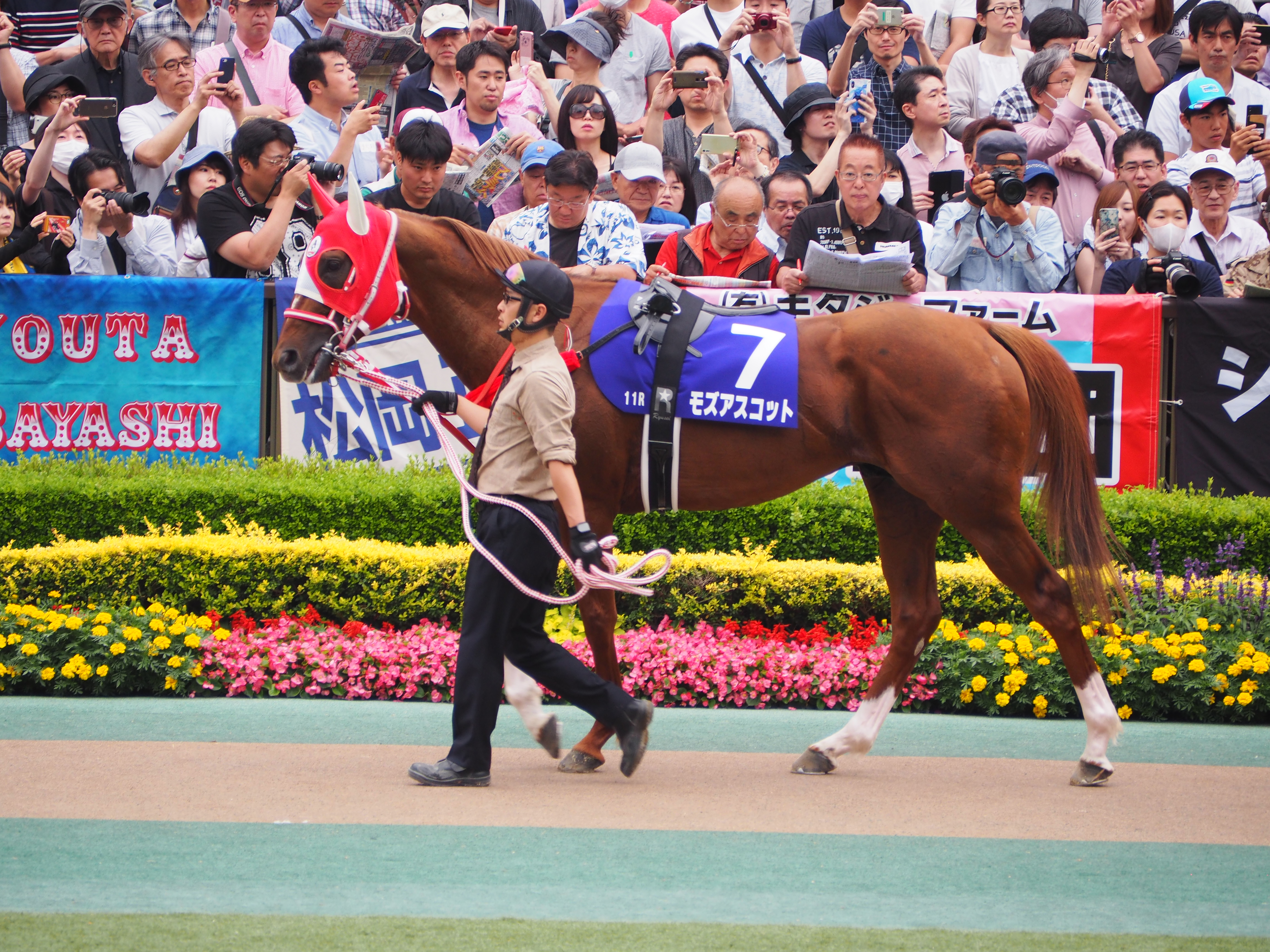
7　モズアスコット
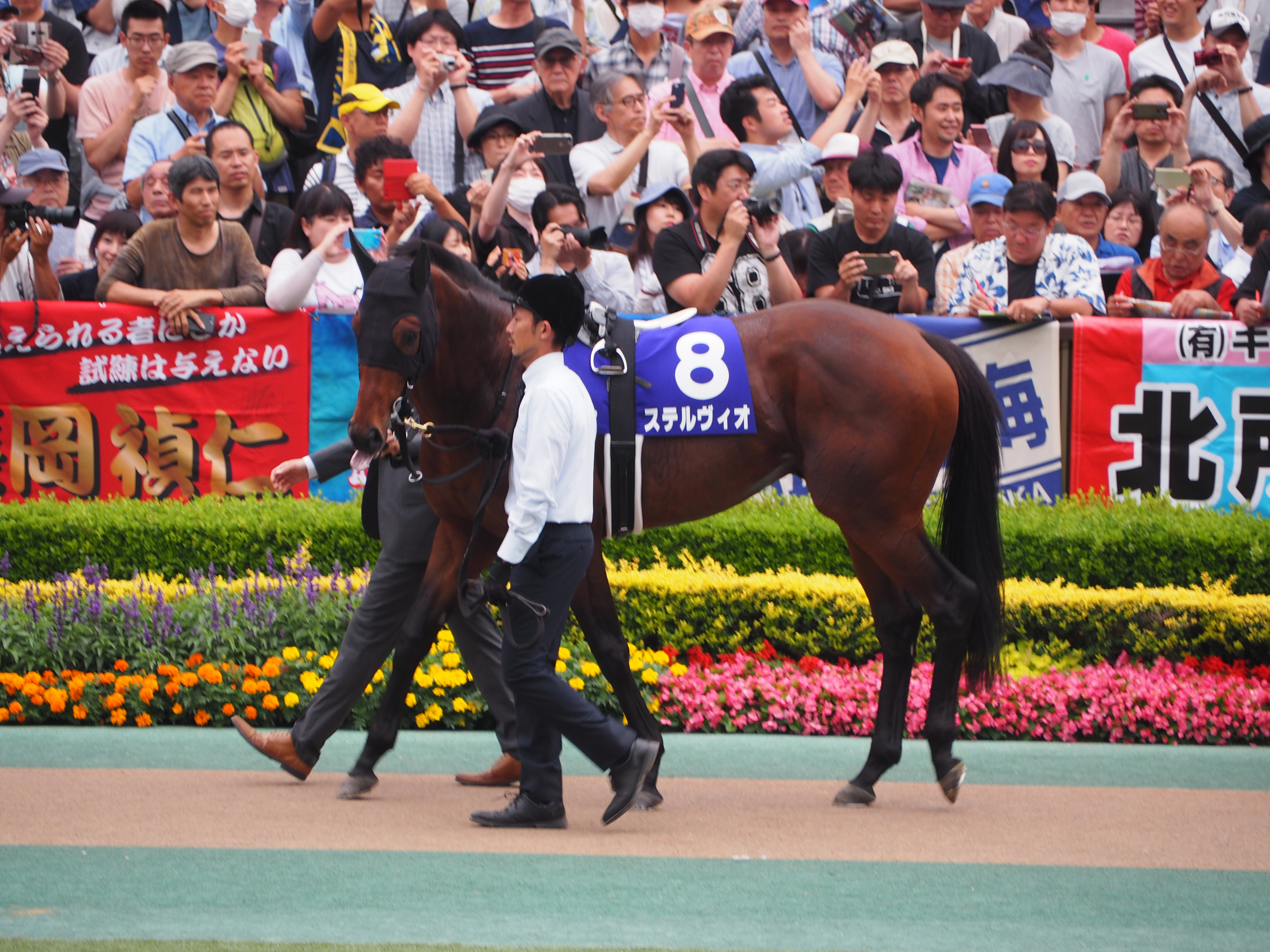
8　ステルヴィオ
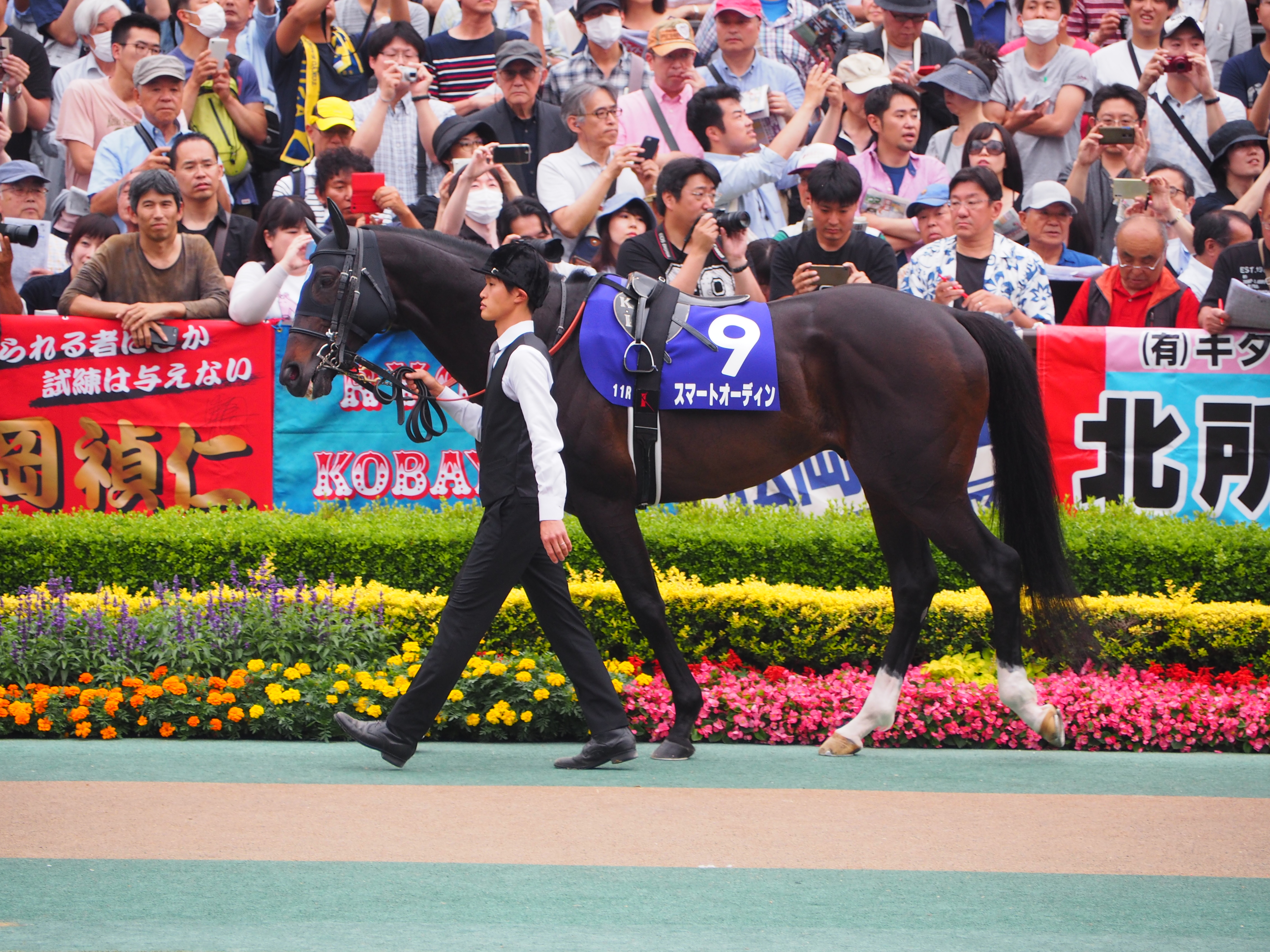
9　スマートオーディン
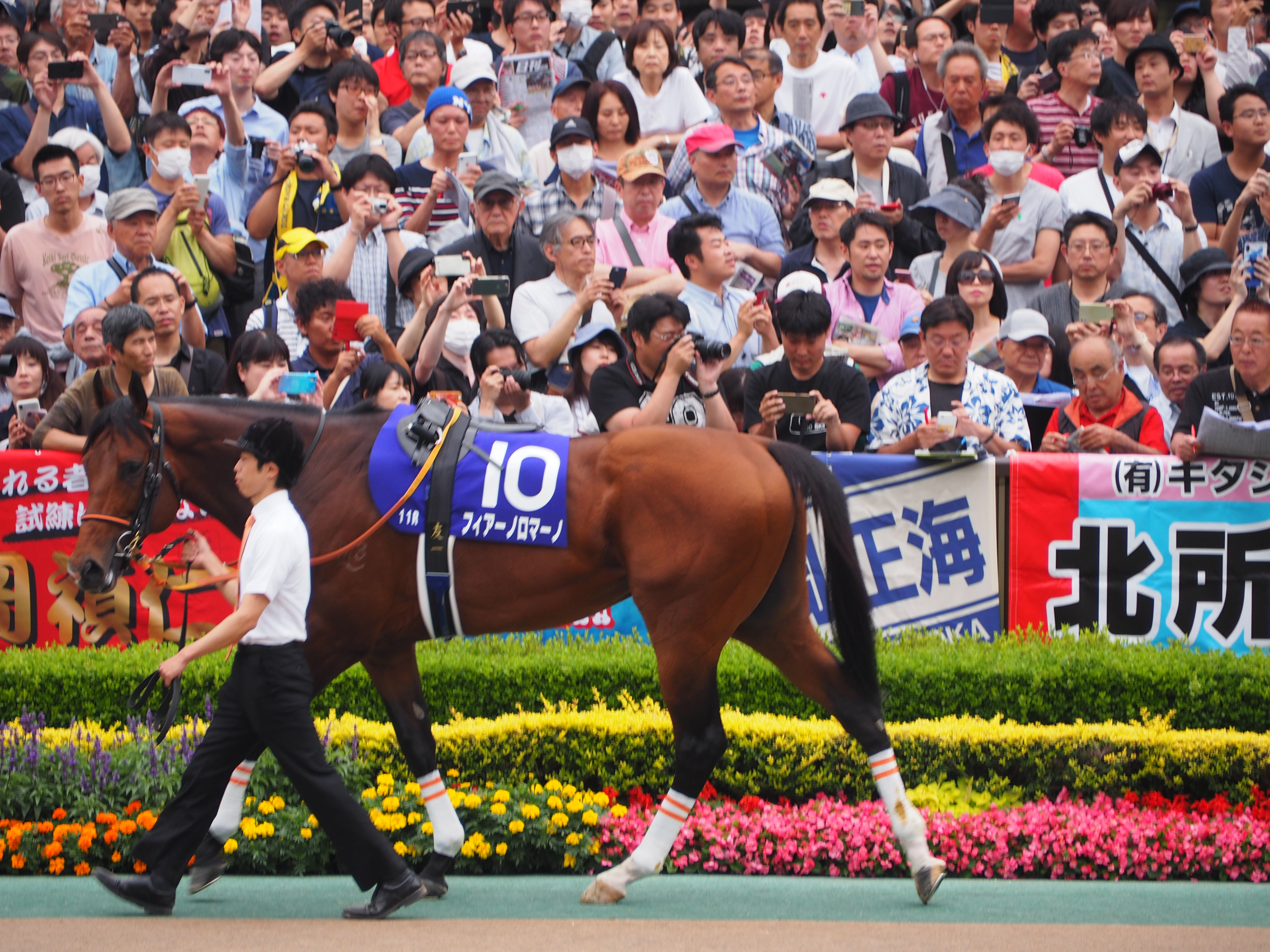
10　フィアーノロマーノ
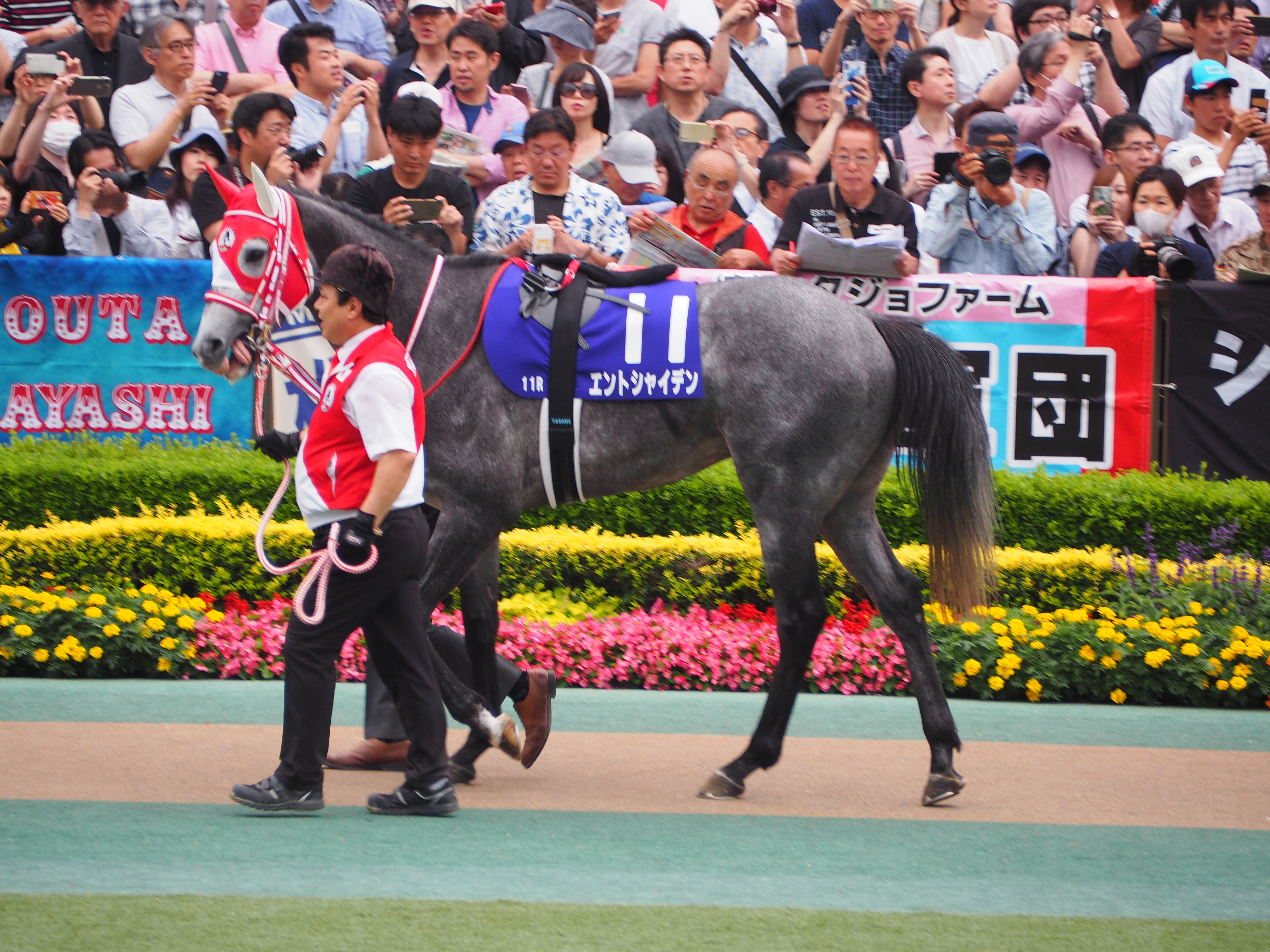
11　エントシャイデン
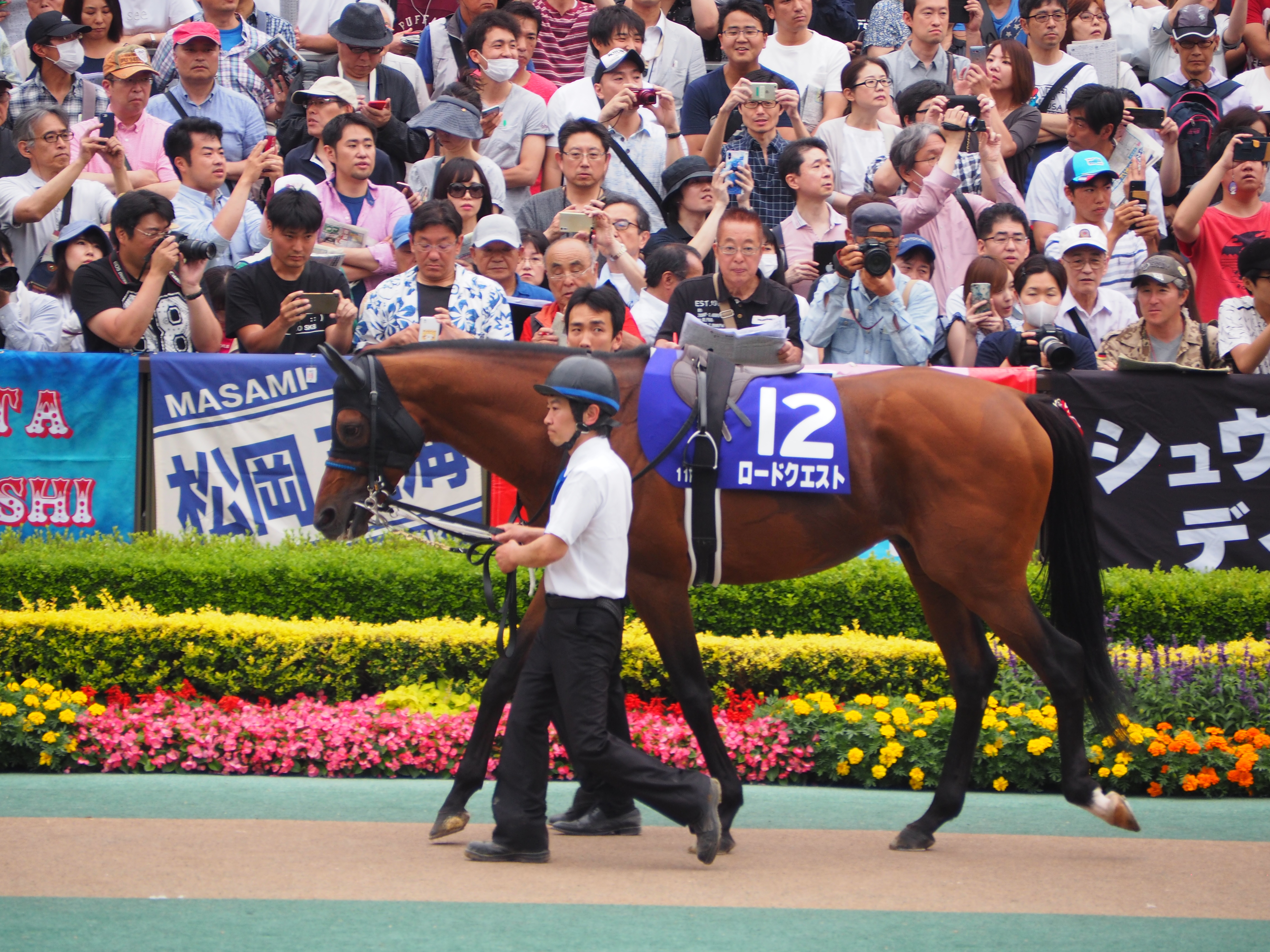
12　ロードクエスト
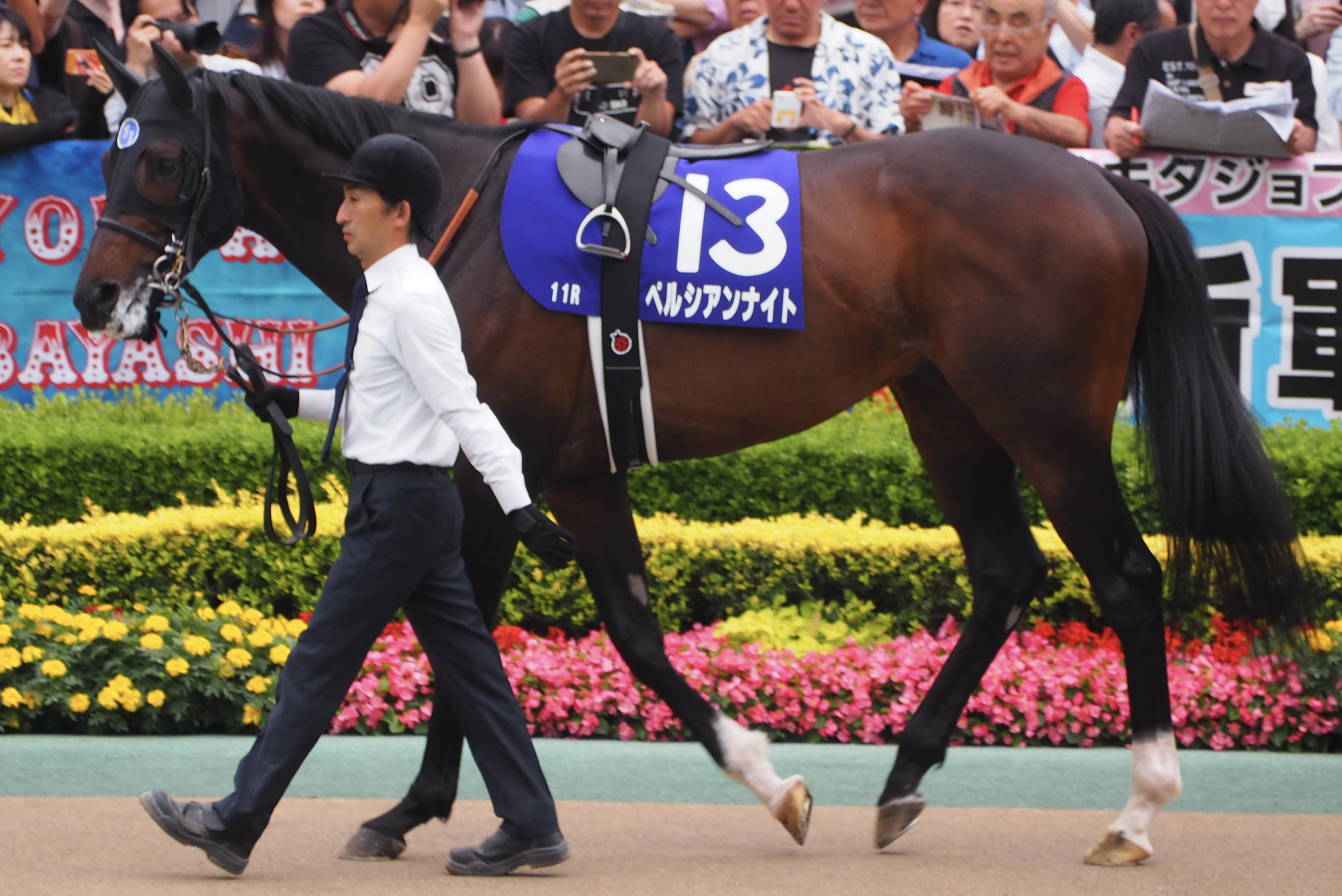
13　ペルシアンナイト
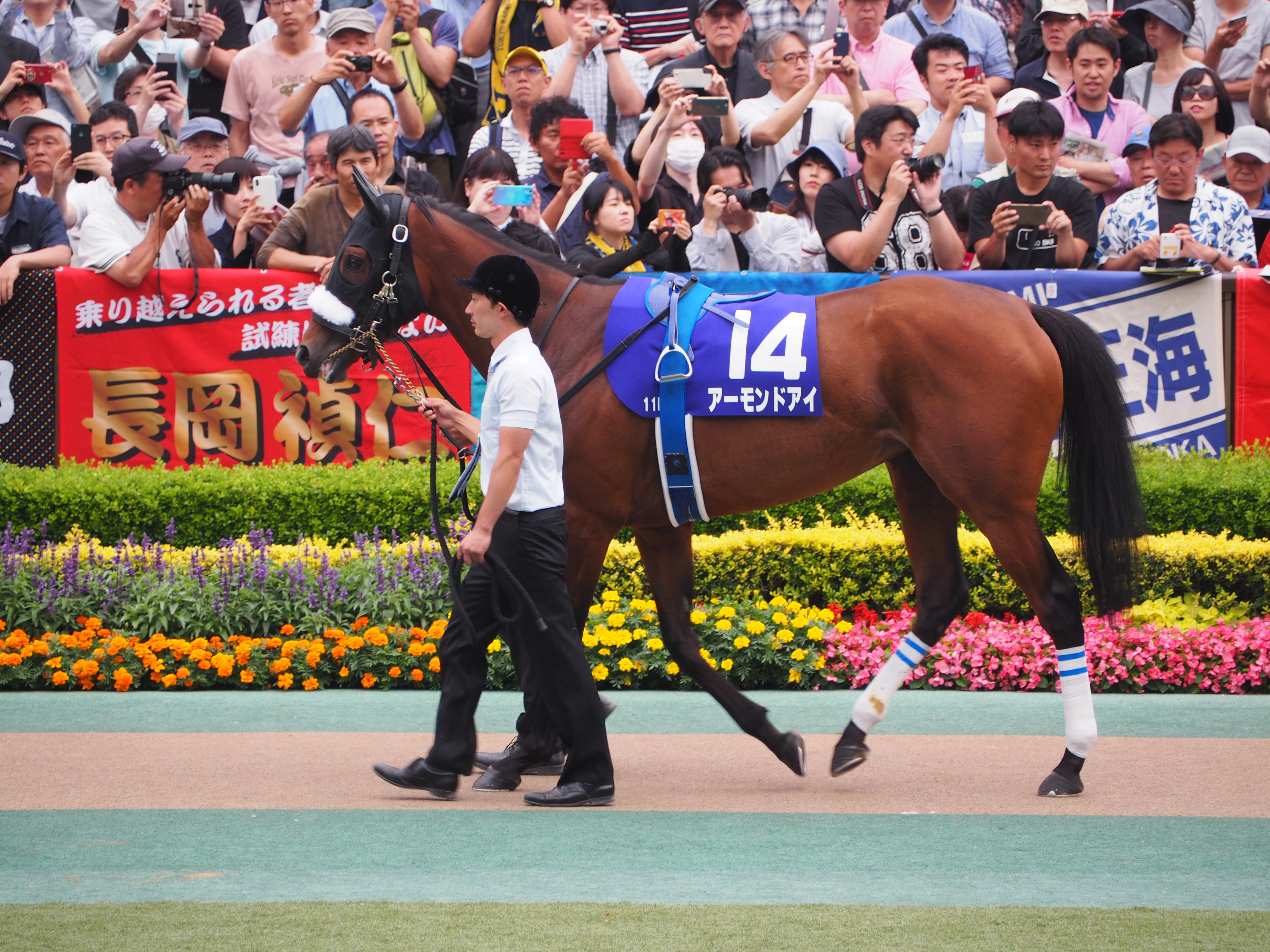
14　アーモンドアイ
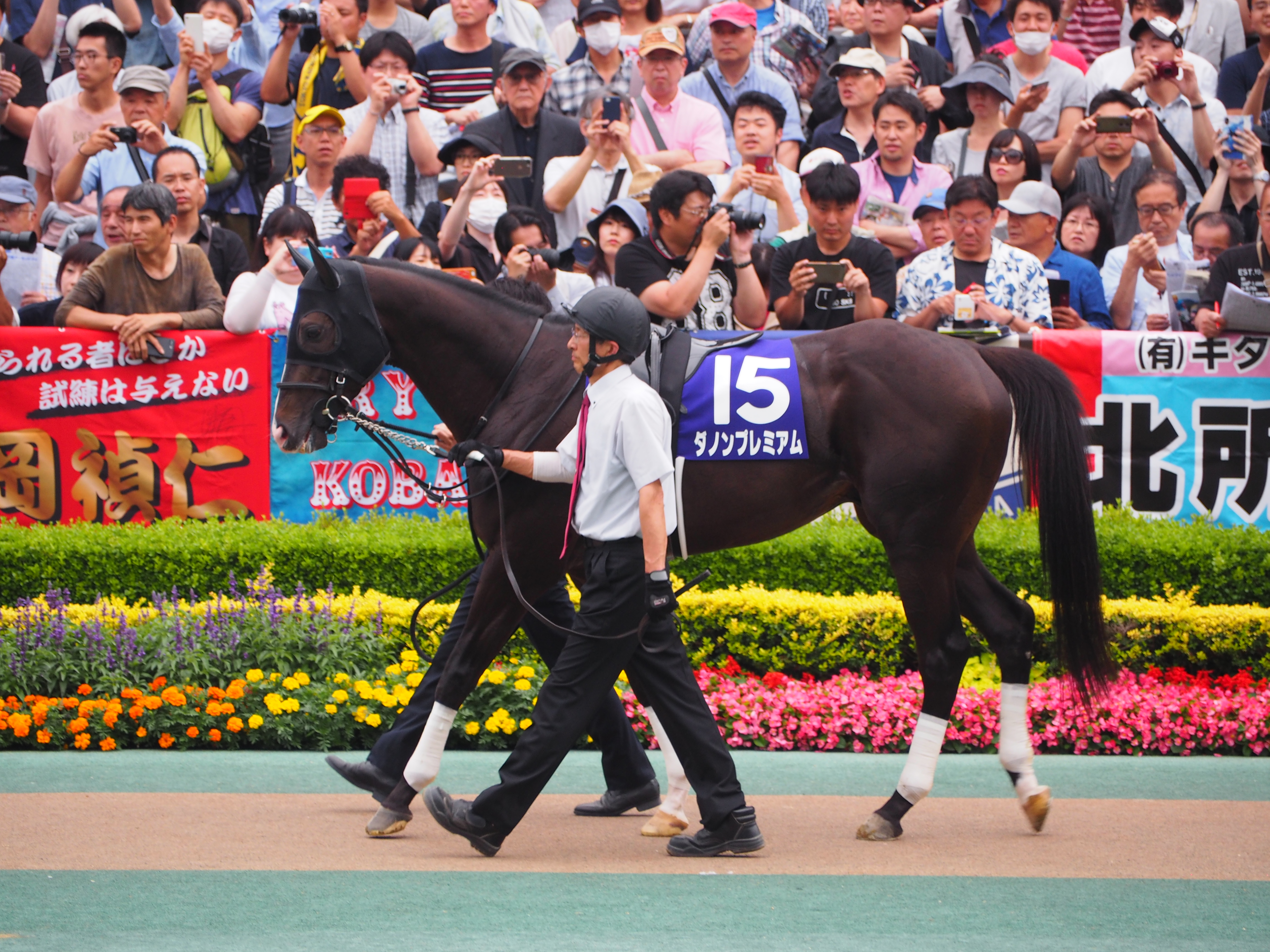
15　ダノンプレミアム
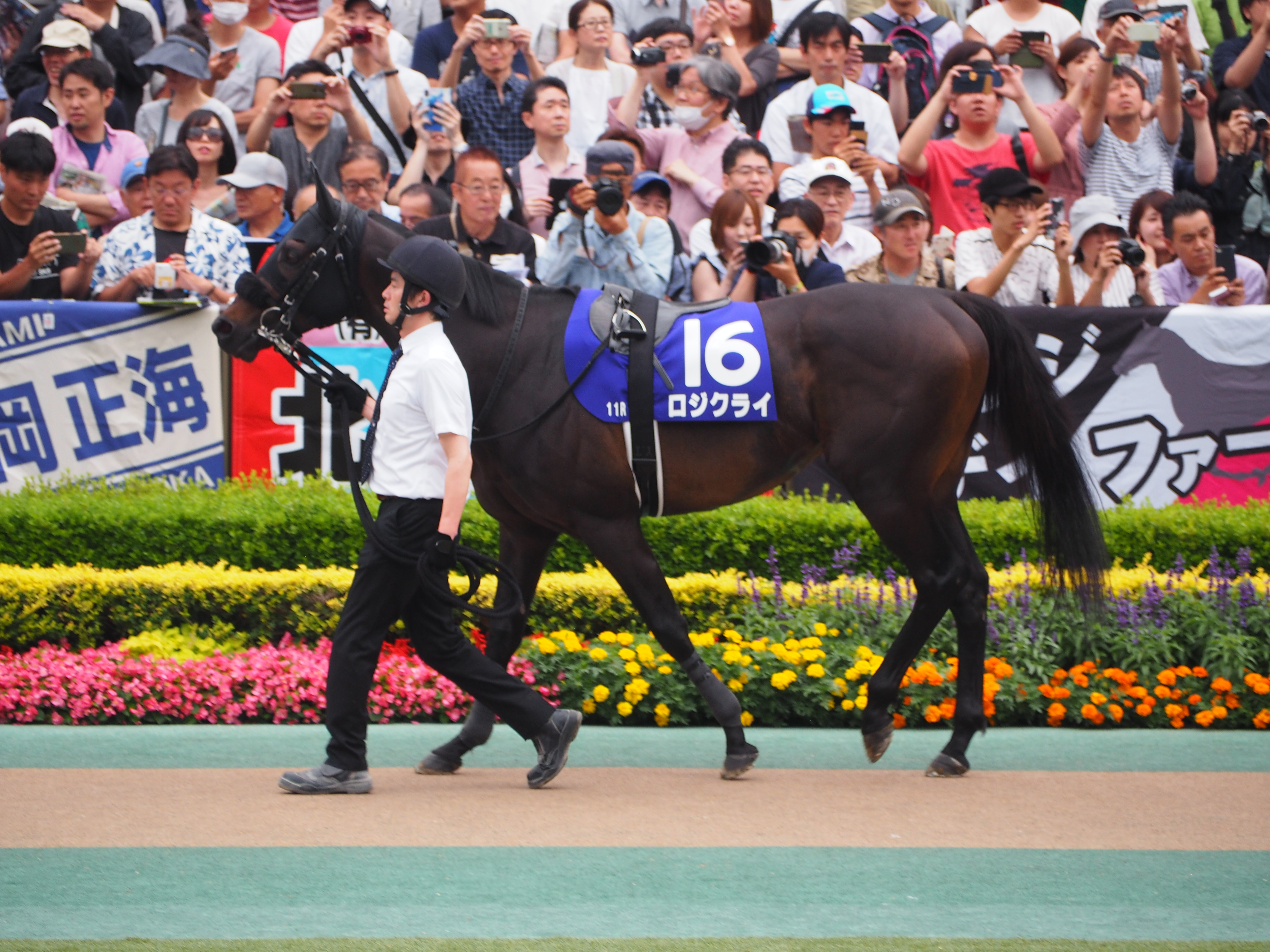
16　ロジクライ

## レース結果

### レース展開
ステルヴィオ、ダノンプレミアムが立ち遅れて後方からの競馬。さらにロジクライが発走直後に内側へ斜行し、ダノンプレミアム、アーモンドアイ、ペルシアンナイト、ロードクエストの4頭の進路が狭くなった。前方では、グァンチャーレが飛び出しハナを主張するが、内からアエロリットが押してハナを奪った。その先頭争いの後方は2馬身開いて、ロジクライ、サングレーザーが位置し、斜行の不利を受けた各馬はさらに2馬身から5馬身離されて追走した。
先頭のアエロリットは前半800m通過は45秒8でややゆったりした流れで逃げ第4コーナーでは、リードを2馬身とっていた。2番手はグァンチャーレ。3馬身差の3番手にロジクライ。インディチャンプは5番手に下がり、脚を溜めた。その後ろはかなり馬群がかたまり、アーモンドアイとダノンプレミアムはほぼ並んでカーブし、最後の直線に入っていった。
残り400mでもアエロリットが逃げ粘り、グァンチャーレが外から並び、後続にはまだ2馬身以上の差があった。残り200m地点で2頭の外からインディチャンプが鋭く伸び、さらにその大外からアーモンドアイが追い上げを見せた。先に抜け出したインディチャンプが内で粘ったアエロリットを振り切り1着でゴール、上がり最速の足を繰り出したアーモンドアイは大外を回されたことも響き3着。ダノンプレミアムは終始伸びを欠いて最後方での入線となった。

### レース着順
| 着順 | 枠番 | 馬番 | 競走馬名           | タイム | 着差     | 上がり3ハロン |
| ---- | ---- | ---- | ------------------ | ------ | -------- | ------------- |
| 1着  | 3    | 5    | インディチャンプ   | 1:30.9 |          | 32.9          |
| 2着  | 1    | 2    | アエロリット       | 1:30.9 | クビ     | 33.9          |
| 3着  | 7    | 14   | アーモンドアイ     | 1:30.9 | ハナ     | 32.4          |
| 4着  | 3    | 6    | グァンチャーレ     | 1:31.1 | 1馬身1/2 | 33.9          |
| 5着  | 2    | 4    | サングレーザー     | 1:31.1 | ハナ     | 32.9          |
| 6着  | 4    | 7    | モズアスコット     | 1:31.2 | クビ     | 33.1          |
| 7着  | 1    | 1    | ケイアイノーテック | 1:31.3 | 1/2馬身  | 32.7          |
| 8着  | 4    | 8    | ステルヴィオ       | 1:31.3 | ハナ     | 32.6          |
| 9着  | 8    | 16   | ロジクライ         | 1:31.4 | 1/2馬身  | 33.8          |
| 10着 | 7    | 13   | ペルシアンナイト   | 1:31.8 | 2馬身1/2 | 32.7          |
| 11着 | 2    | 3    | サクラアンプルール | 1:31.9 | 1/2馬身  | 33.3          |
| 12着 | 6    | 12   | ロードクエスト     | 1:31.9 | ハナ     | 34.1          |
| 13着 | 5    | 9    | スマートオーディン | 1:32.0 | 3/4馬身  | 33.4          |
| 14着 | 5    | 10   | フィアーノロマーノ | 1:32.1 | 1/2馬身  | 33.7          |
| 15着 | 6    | 11   | エントシャイデン   | 1:32.2 | 1/2馬身  | 34.0          |
| 16着 | 8    | 15   | ダノンプレミアム   | 1:32.9 | 4馬身    | 34.5          |

### 制裁
- ロジクライ鞍上の武豊は、発走後に内側に斜行したことについて令和元年6月8日の騎乗停止処分が科せられた。
- ロジクライは発進不良〔内側に逃避〕のため、発走調教再審査。

### データ
| 600m通過タイム      | 34.5秒（アエロリット）   |
| 優勝馬上がり3ハロン | 32.9秒                   |
| 上がり最速          | 32.4秒（アーモンドアイ） |

### 払戻金
| 単勝   | 5          | 1,920円  |
| 複勝   | 5          | 290円    |
| 複勝   | 2          | 240円    |
| 複勝   | 14         | 110円    |
| 枠連   | 1- 3       | 4,010円  |
| 馬連   | 2 - 5      | 5,670円  |
| 馬単   | 5 - 2      | 13,660円 |
| ワイド | 2 - 5      | 1,460円  |
| ワイド | 5 - 14     | 600円    |
| ワイド | 2 - 14     | 740円    |
| 3連複  | 2 - 5 - 14 | 3,690円  |
| 3連単  | 5 - 2 - 14 | 43,720円 |

## エピソード
- 勝ちタイムの1分30秒9は、2012年にストロングリターンが記録した1分31秒3のレースレコードを更新[6]。
- アーモンドアイの上がり3F32秒4も、2013年の2着馬ショウナンマイティの32秒8を上回る同レース最速記録となった（2024年現在）[7]
- インディチャンプはGI初制覇。重賞は2019年の東京新聞杯（GIII）に続く2勝目。同馬にはジャック・ル・マロワ賞（仏国）、ブリーダーズカップ・マイル（米国）の優先出走権が付与された[8]。GI初挑戦で安田記念を優勝したのは前年のモズアスコットに続き7頭目。また、グレード制を導入して以降、同年の東京新聞杯勝ち馬の優勝は2002年のアドマイヤコジーン以来4頭目[8]。
  - 結果的にこのレースは、後に殿堂入りする名馬・アーモンドアイが出走した競走で唯一、牡馬が優勝したレースとなった[9]。
- 福永祐一騎手は、2012年のストロングリターンに続き、安田記念2勝目。GI勝利は通算23勝目。
- 音無秀孝調教師・馬主シルクレーシングは、安田記念初勝利。GI勝利は通算10勝目。
- ノーザンファーム生産馬はギャロップダイナ、リアルインパクト、サトノアラジンに次ぐ4頭目の安田記念制覇で、本年のJRA・GI8勝目。
- 発走直後に内側へ斜行し4頭の進路に影響を与えたロジクライ（9着）の降着はなかった[10]。ロジクライには発走調教再審査、騎乗した武豊には開催1日間の騎乗停止処分が課された[11]。
- 最下位で入線したダノンプレミアムは入線後まもなく川田将雅が下馬し、コース脇から馬運車に乗って東京競馬場の診療所に運ばれたが「異常なし」と発表された[12][13]。
- 売り上げは2018年比8.3%増加で204億5607万6700円[14]。
- 東京競馬場の入場者は2018年比20.9%の増加で7万4008人[14]。
- ラジオNIKKEI所属のアナウンサー・大関隼は、発走直後の事は実況席から「かなり見えにくい」ため、ロジクライの斜行やダノンプレミアムの後方への位置取りを見ることができず、直線ではダノンプレミアムが先団に居なかったことに驚いて「ダノンプレミアムはまだ後方だ！」と実況した[15]。

## テレビ・ラジオ中継
- ラジオNIKKEI
  - 実況：大関隼
- フジテレビ（みんなのKEIBA）
  - 実況：倉田大誠
  - 解説：松本ヒロシ（競馬エイト・トラックマン）